# Dépositions ottomanes de 1807-1808
Les dépositions ottomanes de 1807-1808 furent une série de dépositions et de rébellions ayant pour but de faire descendre ou monter au trône de l'Empire ottoman un sultan. Finalement, trois sultans ceindront à tour de rôle l'épée d'Osman, conséquence de l'agitation provoquée par les réformes de Sélim III, connues sous le nom de Nizam-ı Cedid.

## Causes
Au début du XIXe siècle, l'Empire ottoman est en déclin, son territoire diminue de manière significative et un vent de réforme souffle afin de redresser l'État. Cependant, une persistante menace conservatrice existe, elle vient des Janissaires, les troupes d'élite du sultan, qui empêchèrent à de nombreuses reprises les dirigeants libéraux d'effectuer leur programme. En 1789, le sultan Abdülhamid Ier décéda, et son successeur, Sélim III, monta sur le trône. Inspiré de la Révolution française, il s'érigea en avocat de la modernisation de l'Empire. Ses efforts pour l'occidentalisation de l'État culminèrent avec la levée de nouvelles troupes régulières en 1805. Ces réformes, particulièrement la création de nouvelles taxes, irritèrent les Janissaires et les couches conservatrices de la société, qui en représailles assassinèrent des partisans de la politique du sultan.

## Premier coup d'État
Le 29 mai 1807, Selim est déposé par les Yamaks menés par Kabakçı Mustafa, et remplacé par son cousin Moustapha IV, qui a incarcéré son prédécesseur au Sérail. Il pardonna aux rebelles et gagna le soutien des Janissaires, en dissolvant le corps d'armée nouvellement formé par Sélim III.

## Meurtre de Selim et second coup d'État
Cependant, le très influent gouverneur de Roussé, Mustapha Beiraktar fut désabusé de ce retour en arrière. Ses efforts ont mené à une deuxième révolte en 1808 afin de restaurer l'autorité de Sélim, malheureusement, celui-ci fut assassiné sur ordre de Moustapha le 28 juillet 1808. Mais le frère de l'ancien sultan, Mahmoud II, échappa aux troubles qui secouaient sa famille et à l'aide des rebelles et de Beiraktar pénétra dans le Palais et se déclara Sultan.

## Tentatives de réformes et agitation des Janissaires
Tandis qu'il était prisonnier au Palais, Sélim avait enseigné ses idées de réforme à Mahmoud. Ce dernier nomma comme Grand vizir à son arrivée au pouvoir Mustapha Beiraktar, il s'attira ainsi les foudres des Janissaires. En conséquence, ils attaquèrent le Grand vizir, qui préféra dynamiter ses appartements plutôt que de se rendre aux rebelles.

## Conséquences
Mahmoud, en soudoyant les Janissaires dès le début, réussit à régner pendant plusieurs décennies. En effet, étant conscient que ces soldats faisaient plus office de garde prétorienne que de troupes fidèles et dévouées, il organisa leur massacre en 1826, connu sous le nom de Vaka-i Hayriye. Ayant le champ libre, il put ainsi entamer ses réformes, qui, même en modernisant l'Empire, n'empêchèrent pas son déclin.